# 링슈트라세

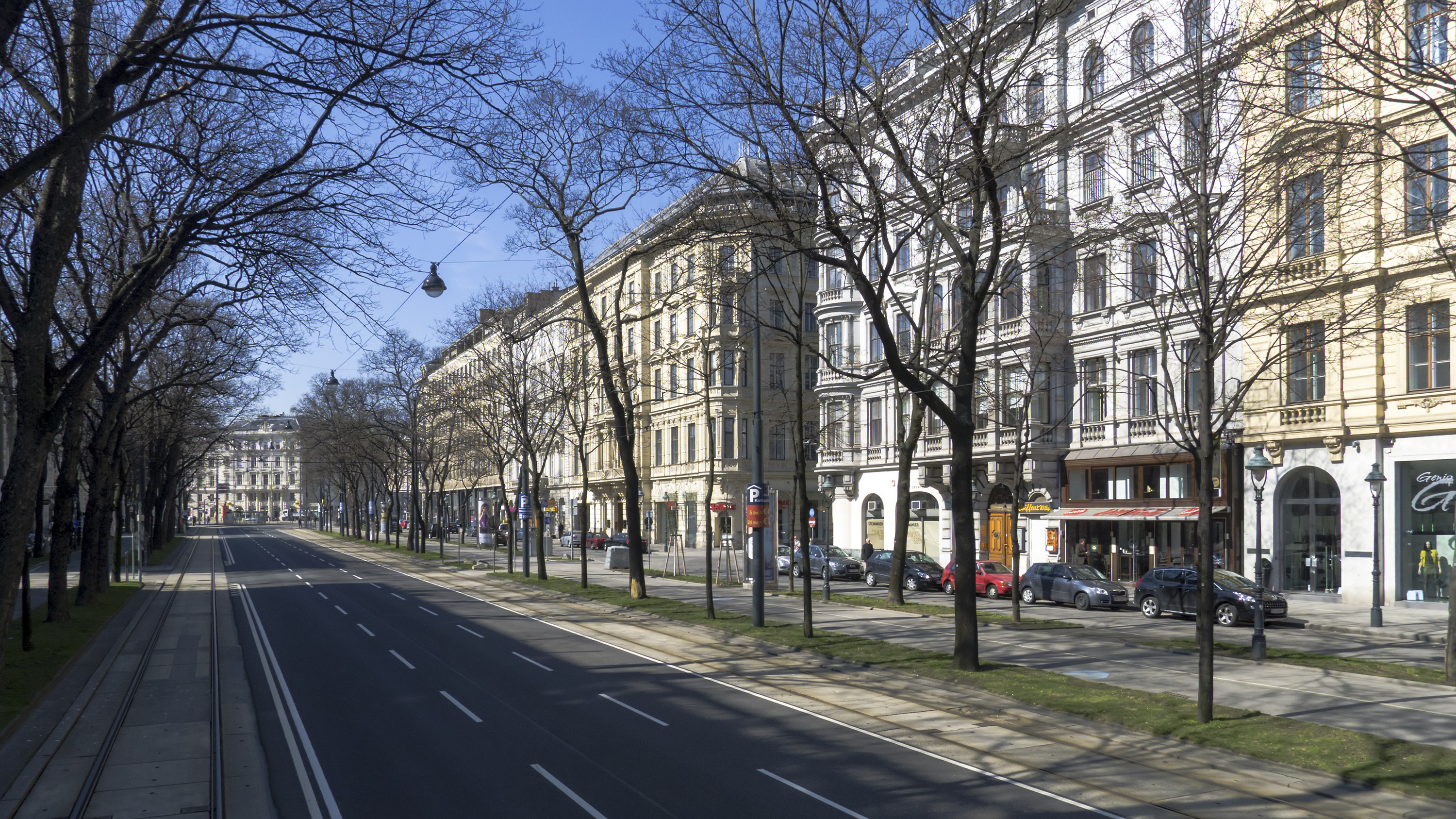
링슈트라세

링슈트라세(독일어: Ringstraße)는 오스트리아 빈의 중심부에 위치한 순환 도로이다.

## 관광지
많은 건축물이나 관광명소가 링슈트라세를 따라 서있다.
- 빈 국립 오페라 극장
- 빈 미술 아카데미
- 유스티츠 궁전
- 오스트리아 의회 빌딩
- 오스트리아 의회의사당
- 빈 시청
- 부르크 극장
- 빈 대학교
- 보티프 교회
- 빈 증권거래소
- 링투름
- 응용미술관
- 빈 응용예술대학교
- 호텔 임페리얼